# Astroma chloropterum
Astroma chloropterum is een rechtvleugelig insect uit de familie Proscopiidae. De wetenschappelijke naam van deze soort is voor het eerst geldig gepubliceerd in 1841 door Charpentier.